# Elena Zamolodcikova
Elena Zamolodcikova (în rusă Елена Замолодчикова; n. 19 septembrie 1982, Moscova, RSFS Rusă, URSS) este o gimnastă artistică ce a reprezentat Rusia, medaliată olimpică. A participat la 2 ediții ale Jocurilor Olimpice (2000, 2004) în care a câștigat două medalii de aur, o medalie de argint și o medalie de bronz.